# Đế quốc Songhai
Đế quốc Songhai (cũng được phiên âm thành Songhay) là một nhà nước thống trị Tây Sahel vào thế kỷ 15 và 16. Vào thời đỉnh điểm, nó là một trong những nhà nước lớn nhất trong lịch sử châu Phi. Đế chế này được biết đến với cái tên lịch sử Songhai của nó, bắt nguồn từ nhóm dân tộc hàng đầu và tầng lớp lãnh đạo. Sonni Ali xây dựng Gao là thủ đô của đế chế, mặc dù một nhà nước Songhai đã tồn tại trong và quanh Gao từ thế kỷ thứ 11. Các thành phố quan trọng khác trong đế quốc là Timbuktu và Djenné, được chinh phục năm 1468 và 1475, nơi mà thương mại tập trung vào thành thị phát triển rực rỡ. Ban đầu, đế quốc bị cai trị bởi nhà Sonni (k. 1464 1464–1493), nhưng sau đó được nhà Askiya thay thế (1493–1591).
Trong nửa sau của thế kỷ 13, Gao và khu vực xung quanh đã trở thành trung tâm thương mại quan trọng và thu hút sự quan tâm của việc mở rộng Đế quốc Mali. Mali đã chinh phục Gao vào cuối thế kỷ 13; Gao vẫn còn dưới quyền bá chủ Mali cho đến cuối thế kỷ 14. Nhưng khi đế chế Mali bắt đầu tan rã, Songhai tái khẳng định quyền kiểm soát Gao. Các nhà lãnh đạo Songhai sau đó đã lợi dụng sự yếu đi của đế chế Mali để mở rộng đế chế Songhai. Dưới sự cai trị của Sonni Ali, Songhai đã vượt qua Đế chế Mali cả về diện tích, sự giàu có và quyền lực, chiếm cứ các khu vực rộng lớn của đế chế Mali và đạt đến mức độ lớn nhất của nó. Con trai và người kế nhiệm, Sonni Bāru (1492–1493), là một người cai trị đế chế kém cỏi, và đã bị Muhammad Ture (1493–1528; tên khác: Askia), vốn một trong những tướng của cha mình, lật đổ. Ture đã tiến hành cải cách chính trị và kinh tế trong toàn đế quốc.
Một loạt các âm mưu và cuộc đảo chính bởi những người kế nhiệm của Askia đã đưa đế chế này rơi vào giai đoạn suy thoái và bất ổn. Hoàng tộc Askia đã cố gắng cai trị đế chế, nhưng sự hỗn loạn về chính trị và một số cuộc nội chiến trong đế chế đã khiến đế chế tiếp tục suy giảm, đặc biệt là trong thời kỳ tàn bạo của Askia Ishaq I (1539–1549). Tuy nhiên, đế chế trải qua giai đoạn ổn định và một chuỗi thành công quân sự trong thời trị vì của Askia Daoud (1549–1582/1583). Ahmad al-Mansur, vị sultan Marốc lúc đó, yêu cầu thu thuế từ các mỏ muối của đế quốc. Askia Daoud đã trả lời bằng cách gửi một lượng lớn vàng như một món quà trong nỗ lực xoa dịu sultan. Askia Ishaq II (1588–1591) lên nắm quyền trong một cuộc đấu tranh lâu dài sau cái chết của Askia Daoud. Ông là người cai trị cuối cùng của đế quốc. Năm 1590, al-Mansur lợi dụng cuộc xung đột dân sự gần đây trong đế chế và đưa một đội quân dưới sự chỉ huy của Judar Pasha để chiếm Songhai và giành quyền kiểm soát các tuyến thương mại xuyên Sahara. Sau thất bại thảm hại tại Trận Tondibi (1591), đế chế Songhai sụp đổ. Vương quốc Dendi đã kế tục đế chế Songhai như là sự tiếp nối của nền văn hoá và xã hội Songhai.